# José Saura Nagore
José o Josep Saura Nagore (Cartagena, 5 de juny de 1931 - Cartagena, 5 d'agost de 1999) va ser un ciclista català que fou professional entre 1956 i 1962. Els seus principals èxits foren dues victòries d'etapa una a la Volta a Catalunya i l'altra a la Volta a Andalusia. També competí en el ciclisme en pista on es proclamà Campió d'Espanya en velocitat i persecució.
De família murciana, el seu pare José i el seu germà Gabriel també foren ciclistes professionals.

## Palmarès en ruta
- 1956
  - Vencedor d'una etapa de la Volta a Andalusia
- 1959
  - Vencedor d'una etapa de la Volta a Catalunya
- 1961
  - 1r al Gran Premi de la vila de Nogent-sur-Oise

## Palmarès en pista
- 1951
  -  Campió d'Espanya en Velocitat amateur
  -  Campió d'Espanya en Persecució amateur